# Сиротинська селищна рада
Сиро́тинська се́лищна ра́да — адміністративно-територіальна одиниця та орган місцевого самоврядування у складі м Сєвєродонецьк Луганської області. Адміністративний центр — селище міського типу Сиротине.

## Загальні відомості
- Територія ради: 0,559 км²
- Населення ради: 2537 осіб (станом на 2001 рік)
- Територією ради протікає річка Сіверський Донець

## Населені пункти
Селищній раді підпорядковані населені пункти:
- смт Сиротине
- смт Воронове
- смт Метьолкіне

## Склад ради
Рада складається з 22 депутатів та голови.
- Голова ради: Попов Василь Григорович

### Депутати
За результатами місцевих виборів 2010 року депутатами ради стали:

#### За суб'єктами висування
| Суб'єкт висування | Кількість обраних депутатів | %    |
| ----------------- | --------------------------- | ---- |
| Самовисування     | 12                          | 54,5 |
| Партія регіонів   | 10                          | 45,5 |

#### За округами
| № округу        | Прізвище, ім'я, по батькові      | Дата визнання обраним | Освіта             | Партійна приналежність | Відомості про обраного депутата                             |
| --------------- | -------------------------------- | --------------------- | ------------------ | ---------------------- | ----------------------------------------------------------- |
| Партія регіонів |                                  |                       |                    |                        |                                                             |
| 3               | Корецька Наталія Іванівна        | 01.11.2010            | середня спеціальна | позапартійна           | ЗАТ “Сєвєродонецьке об’єднання Азот", апаратник             |
| 4               | Шевченко Євгенія Валеріївна      | 01.11.2010            | вища               | член Партії регіонів   | Загальноосвітня школа №7, вчитель фізичного виховання       |
| 5               | Сичова Наталія Леонідівна        | 01.11.2010            | середня спеціальна | позапартійна           | Сиротинський клуб, завідувачка                              |
| 6               | Павлов Микола Миколайович        | 01.11.2010            | вища               | член Партії регіонів   | Загальноосвітня школа №7, директор                          |
| 12              | Майстренко Любов Миколаївна      | 01.11.2010            | середня            | позапартійна           | пенсіонер                                                   |
| 13              | Сиротіна Галина Федорівна        | 01.11.2010            | вища               | позапартійна           | Дошкільний навчальний заклад №37, логопед                   |
| 14              | Кравченко Світлана Володимирівна | 01.11.2010            | середня спеціальна | член Партії регіонів   | ЗАТ “Сєвєродонецьке об’єднання Азот", прибиральник          |
| 16              | Метьолкін Олександр Михайлович   | 01.11.2010            | вища               | член Партії регіонів   | ЗАТ “Сєвєродонецьке об’єднання Азот", інженер               |
| 17              | Ворошилов Василь Петрович        | 01.11.2010            | середня спеціальна | позапартійний          | ЗАТ “Сєвєродонецьке об’єднання Азот", водій                 |
| 19              | Тоцький Олександр Віталійович    | 01.11.2010            | середня спеціальна | позапартійний          | тимчасово не працює                                         |
| Самовисування   |                                  |                       |                    |                        |                                                             |
| 1               | Яровий Едуард Михайлович         | 01.11.2010            | вища               | позапартійний          | Міська газета “Сєвєродонецькі вісті", кореспондент          |
| 2               | Ковальова Ольга Олексіївна       | 01.11.2010            | середня спеціальна | позапартійна           | Сєвєродонецька міська державна ветеринарна лікарня, санітар |
| 7               | Костиря Надія Вікторівна         | 01.11.2010            | середня            | позапартійна           | Сиротинська селищна рада, секретар                          |
| 8               | Колєснікова Анастасія Сергіївна  | 01.11.2010            | вища               | позапартійна           | приватний підприємець                                       |
| 9               | Матрьонін Іван Миколайович       | 01.11.2010            | середня спеціальна | позапартійний          | пенсіонер                                                   |
| 10              | Скубак Юрій Євгенович            | 01.11.2010            | вища               | позапартійний          | ЗАТ “Сєвєродонецьке об’єднання Азот", слюсар                |
| 11              | Афанасенко Олексій Васильович    | 01.11.2010            | середня спеціальна | позапартійний          | Сиротинська селищна рада, водій                             |
| 15              | Мєтьолкін Олександр Андрійович   | 01.11.2010            | середня спеціальна | позапартійний          | АДС, диспетчер                                              |
| 18              | Толоконікова Марина Іванівна     | 01.11.2010            | вища               | позапартійна           | тимчасово не працює                                         |
| 20              | Поздняков Олександр Андрійович   | 01.11.2010            | середня            | позапартійний          | пенсіонер                                                   |
| 21              | Янковський Роман Аркадійович     | 01.11.2010            | вища               | позапартійний          | ЗАТ “Сєвєродонецьке об’єднання Азот", інженер-дослідник     |
| 22              | Швечикова Лариса Костянтинівна   | 01.11.2010            | середня спеціальна | позапартійна           | пенсіонер                                                   |